# Chave seccionadora
Uma chave seccionadora,

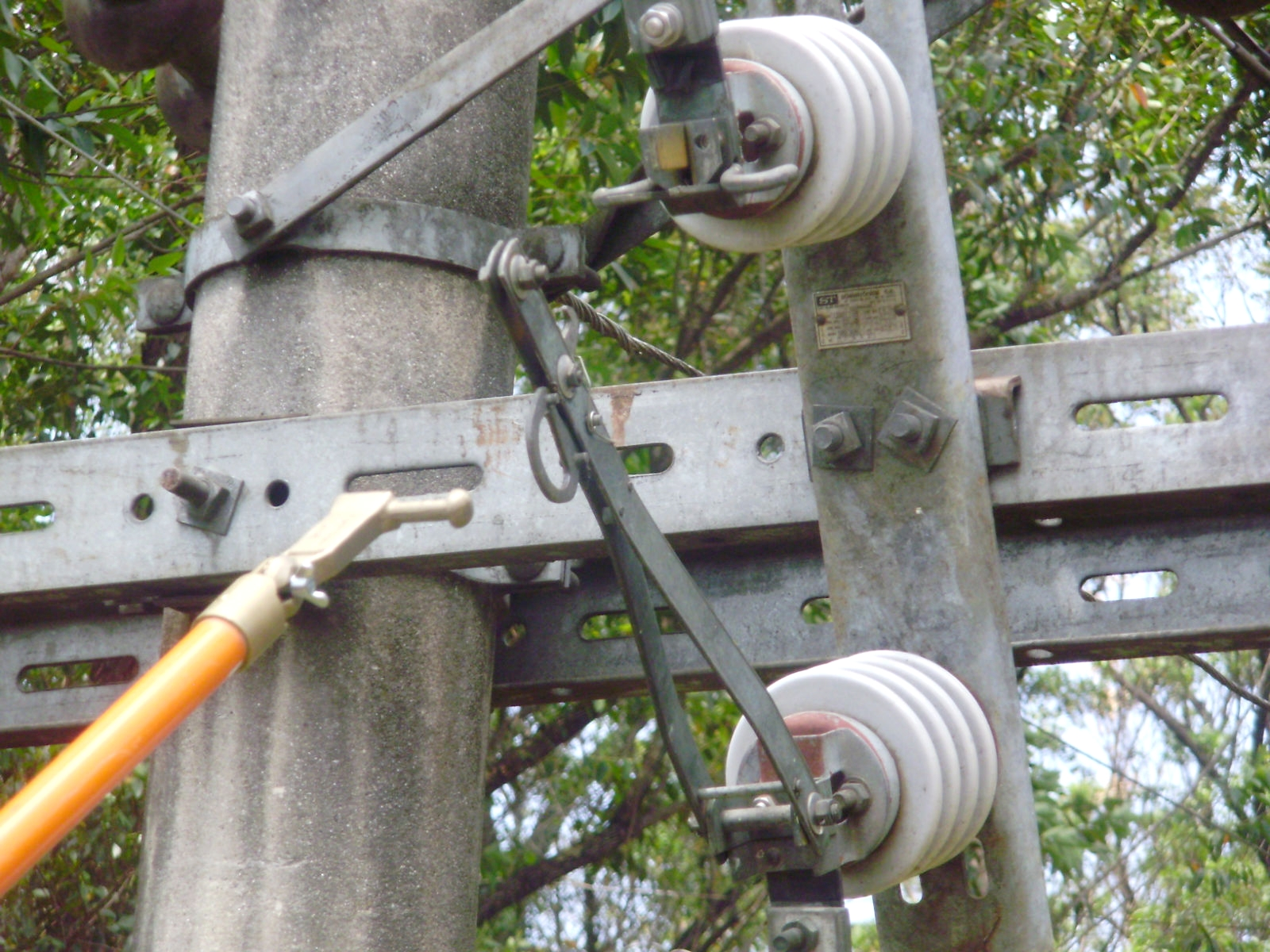
Uma chave seccionadora aberta, instalada na cruzeta de um poste de energia. Nota-se uma argola na lâmina de contato para encaixar o gancho da vara de manobra.

 ou chave faca (sua lâmina de contato lembra uma faca) é um tipo de dispositivo destinado a isolar (seccionar) partes (subsistemas, equipamentos, etc.) de circuitos elétricos. São instaladas em postes de energia e ramais de distribuição elétrica visando:
- Seccionar a rede para minimizar os efeitos das interrupções programadas ou não.
- Estabelecer seccionamento visível em equipamentos como religadores automáticos, transformadores e chaves a óleo.
- Estabelecer bypass em equipamentos como reguladores de tensão.
- Como vis a vis para manobras de circuitos.

Para sua abertura (seccionamento com carga) é obrigatório o uso do equipamento load buster (LB) e equipamento de proteção individual (luva isolante) manga isolante - "mangote") para evitar que surja um arco elétrico muito perigoso, podendo lesionar o eletricista. Para seu fechamento utiliza-se a vara de manobra.

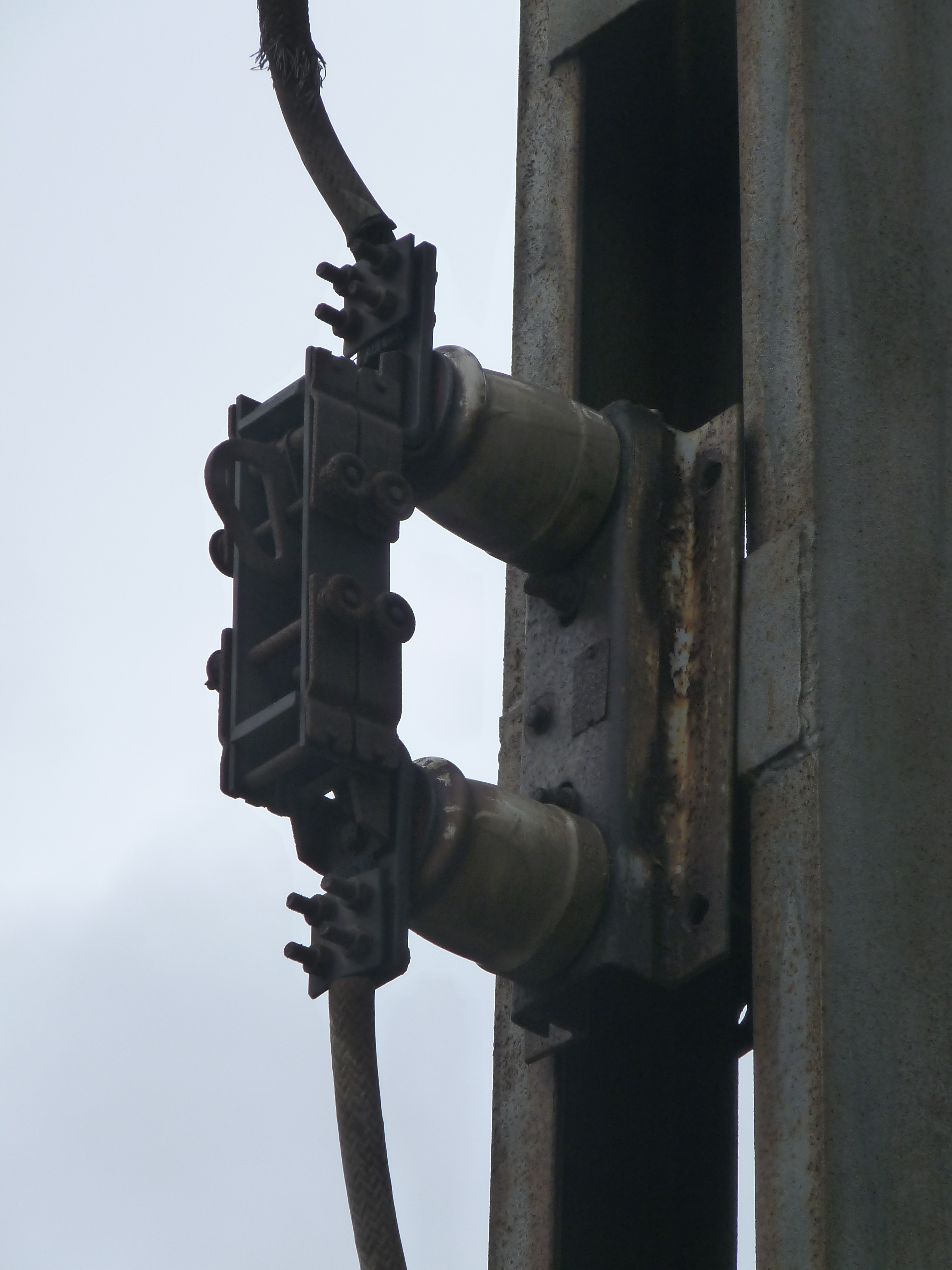
Chave seccionadora de alta tensão, instalada em um poste de ferrovia.

## Tipos de chaves
Os tipos mais empregados em circuitos são de 5000 volts (600 a 1200 amperes), 15000 volts (400 a 630 amperes), 25000 volts (400 amperes).

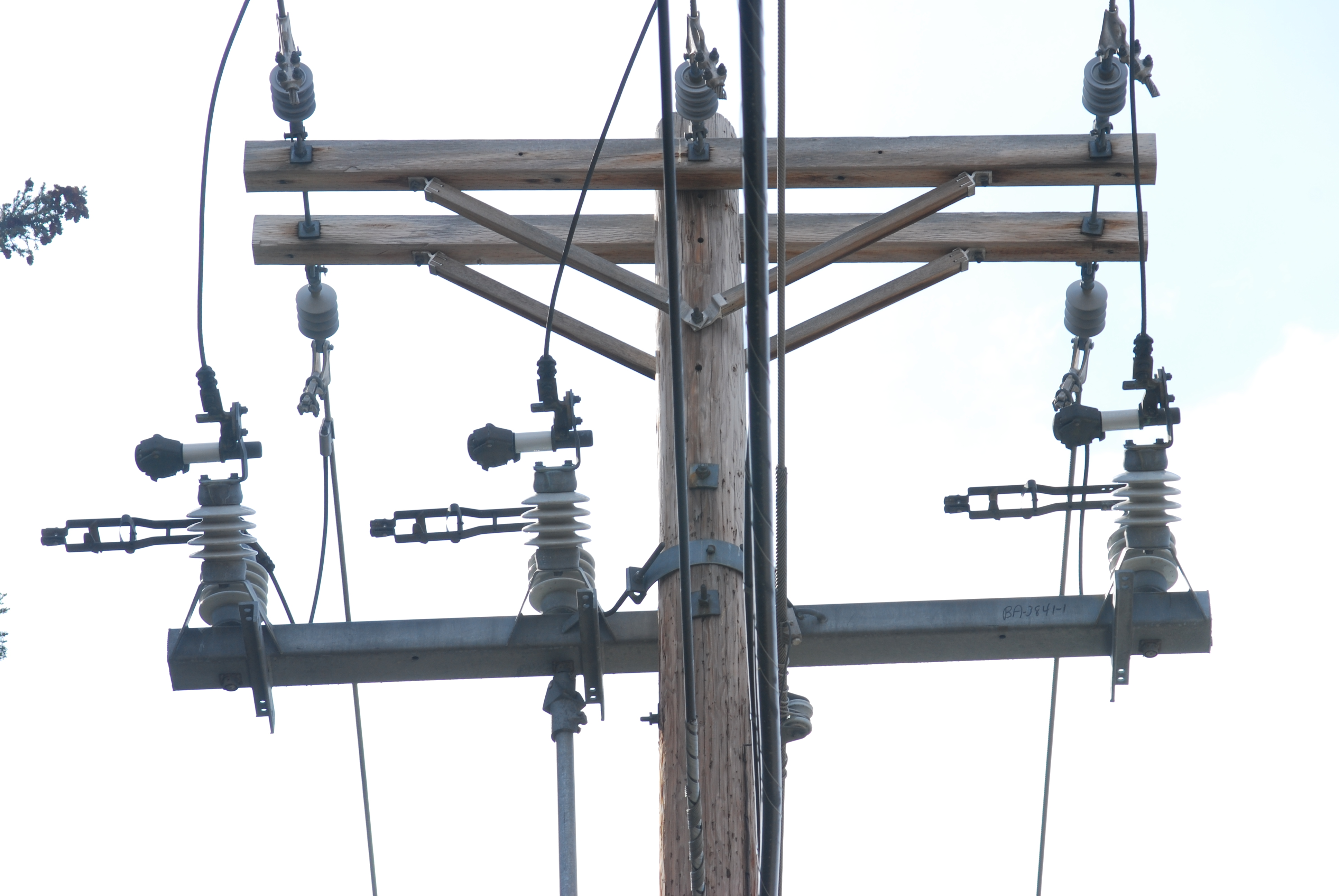
Conjunto de chaves seccionadoras instalado em um poste de energia.

## Exemplos de aplicação
Na figura abaixo podemos ver um exemplo de utilização de chave seccionadora em um circuito de distribuição elétrica. No caso abaixo, foi seccionado o circuito para manutenção de um transformador:

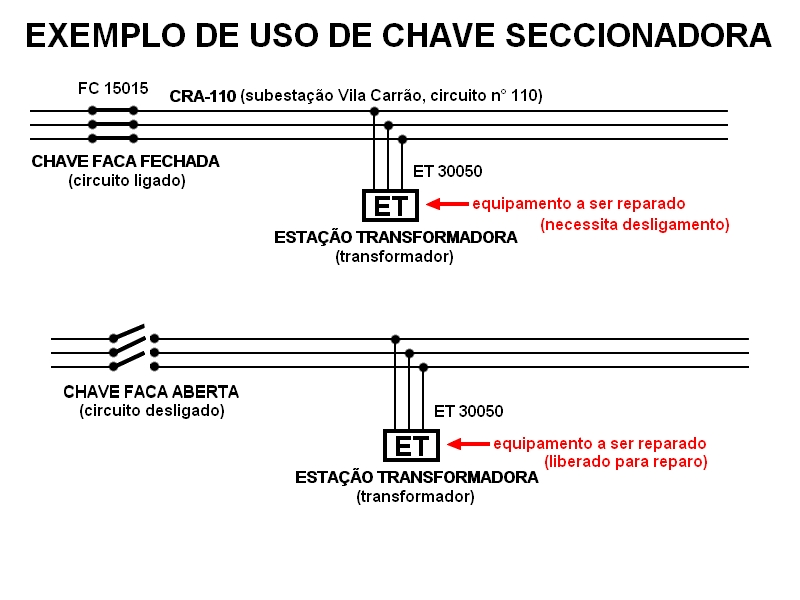
Exemplo abertura de chave seccionadora em um circuito para manutenção de um transformador.

Feita a manutenção do transformador, fecha-se as chaves religando o circuito de distribuição.
Chaves seccionadoras também são usadas para estabelecer seccionamento visível em um religador, regulador de tensão de média tensão, seccionalizador, e chaves a vácuo e a óleo.